# إدبوسلات (آيت إعزا)
إدبوسلات هو دُوَّار يقع بجماعة تيوغزة، إقليم سيدي إفني، جهة كلميم واد نون في المملكة المغربية. ينتمي الدوّار لمشيخة آيت إعزا التي تضم 16 دوار. يقدر عدد سكانه بـ 142 نسمة حسب الإحصاء الرسمي للسكان والسكنى لسنة 2004.

## روابط خارجية
- البوابة الوطنية للجماعات الترابية
- المندوبية السامية للتخطيط